# نادية براند
ناديا براند	 (بالإنجليزية: Nadja Brand)‏ من مواليد 22 ديسمبر 1975، هي ممثلة من جنوب أفريقيا ومنتجة، وأشهر أدوارها المعروفة بها كانت الشخصية الرئيسية في عمل Broken، التي فازت بجائزة Fright Meter Award 2007 لأفضل ممثلة في دور رئيسي. كما أن نادية براند قد لعبت دور البطولة في The 13th Sign و Dust، و The Devil's Chair.

## السيرة الذاتية
ولدت	 نادية براند	 في جوهانسبرغ في جنوب أفريقيا ، وانتقلت بعد ذلك إلى كيب تاون لاستكمال دراساتها في التمثيل سنة1998.
في 2001 تزوجت من المخرج آدم ميسن، انتقلت إلى المملكة المتحدة ، و افتتحت شركة للإنتاج .
لعبت دور البطولة في 4 افلام روائية دولية.
كما أنتجت 5 أفلام روائية، و 65 فيديو موسيقي، وأربعة أفلام قصيرة.

## الحياة الشخصية
تزوجت نادية براند المخرج آدم ميسن Adam Mason في عام 2001 تم انتقلت إلى المملكة المتحدة.
```
في عام 2006 انفصلت عن زوجها . 
```

لديها ابنة من علاقة أخرى. وهي تقيم حالياً في كيب تاون ، حيث تعمل، وتنتج، وبدأت حياتها المهنية كمخرجة. بدأت نادية براند، أيضًا تلقت دروس في خاصة بها في التمثيل في كيب تاون.

## افلام مشهورة
| العمل             | السنة    | الدور            | الجائزة                                        |
| ----------------- | -------- | ---------------- | ---------------------------------------------- |
| The 13th Sign     | 2000     | Lany             |                                                |
| Dust              | 2001/II  | Amber Jade       |                                                |
| Prey              | 2003     | Angela           |                                                |
| Broken            | 2006/III | Hope             | Best Actress award 2007 for her role in Broken |
| The Devil's Chair | 2007/II  | Dr. Clairebourne |                                                |

## وصلت خارجية
- Official website
- نادية براند على موقع IMDb (الإنجليزية)
- نادية براند على موقع قاعدة بيانات الفيلم (الإنجليزية)
- Brand، Nadja. "Ms". Broken. مؤرشف من الأصل في 2010-10-27. اطلع عليه بتاريخ 2012-10-18.
- Brand، Nadja. "Ms". The Devil's Chair. Lovefilm. مؤرشف من الأصل في 2016-03-04. اطلع عليه بتاريخ 2012-10-18.
- Brand، Nadja. "Ms". Dust. Lovefilm. اطلع عليه بتاريخ 2012-10-18.
- Brand، Nadja. "Ms". Broken. Dreadcentral. مؤرشف من الأصل في 2008-10-02. اطلع عليه بتاريخ 2012-10-18.
- Brand، Nadja. "Ms". Review Broken. Dreadcentral. مؤرشف من الأصل في 2012-01-18.
- Brand، Nadja. "Ms". Broken movie Review. Dreadcentral. مؤرشف من الأصل في 2012-10-27. اطلع عليه بتاريخ 2012-10-18.
- Brand، Nadya. "Ms". Best South African Actress. The WIP. مؤرشف من الأصل في 2023-03-16. اطلع عليه بتاريخ 2012-10-18.
- Brand، Nadya. "Ms". Best South African Actress. The WIP list. مؤرشف من الأصل في 2023-03-19. اطلع عليه بتاريخ 2012-10-18.
- Brand، Nadja. "Ms". Broken. Megastar. مؤرشف من الأصل في 2008-07-25. اطلع عليه بتاريخ 2012-10-18.
- Brand، Nadja. "Ms". Broken Review. Moria. مؤرشف من الأصل في 2018-02-22. اطلع عليه بتاريخ 2012-10-18.